# Анхель Марія Вільяр
Анхель Марія Вільяр (ісп. Ángel María Villar; нар. 21 січня 1950, Більбао) — іспанський футболіст, що грав на позиції захисника. По завершенні ігрової кар'єри — спортивний функціонер.
Як гравець він був футболістом клубу «Атлетік Більбао», а також національної збірної Іспанії. Після закінчення кар'єри був віце-президентом УЄФА і виконувачем обов'язків президента в 2015—2016 роках, віце-президентом ФІФА і президентом Королівської іспанської федерації футболу з 1988 по 2017 рік.

## Клубна кар'єра
Вільяр народився в Більбао і пройшов через усі молодіжні команди місцевої команди «Атлетік Більбао». Для отримання ігрової практики Анхель здавався в оренду в два нижчолігових баскських клуби, після чого він повернувся в 1971 році до «Атлетіко», де швидко став основним гравцем захисту команди і був ним у дев'яти з десяти сезонів, допомагаючи клубку двічі дійти до фіналу Кубка Іспанії та виграти турнір 1973 року, а також стати фіналістом Кубка УЄФА 1976/77.
У березні 1974 року під час матчу Ла-Ліги проти «Барселони» (0:0), Вільяр вдарив ліктем зірку каталонців Йогана Кройфа, за що отримав чотири матчі дискваліфікації, але пара пізніше примирилася, і Вільяр завершив кар'єру сім років по тому у 1981 році, зігравши загалом в 361 офіційних матчах і забивши 11 голів в усіх турнірах.

## Виступи за збірну
17 жовтня 1973 року дебютував в офіційних матчах у складі національної збірної Іспанії в товариській грі проти Туреччини (0:0). Останню гру провів 9 грудня 1979 року у матчі проти Кіпру (3:1), допомігши команді кваліфікуватись на Євро-1980, проте на сам турнір не поїхав. Всього протягом кар'єри у національній команді, яка тривала 7 років, провів у формі головної команди країни 22 матчі, забивши 3 голи.
Також виступав за збірну Країни Басків.

## Функціонерська кар'єра
У 1979 році, ще як активний гравець, Вільяр отримав науковий ступінь юриспруденції. 1978 року став одним із засновників Асоціації іспанських футболістів (AFE), де став віце-президентом. Пізніше він був обраний президентом федерації футболу Біскайї, і увійшов до правління Королівської іспанської футбольної федерації (RFEF) під головуванням Хосе Луїса Роки. У 1988 році він замінив його на посаду президента, після цього переобирався на цю посаду шість разів: у 1992, 1996, 2000, 2004, 2008, 2012 та 2017 роках. Найважливіший момент цього тривалого періоду — спортивний успіх іспанської національної футбольної команди на початку та в останні роки управління, було виграно низку титулів, такі як золота медаль у чоловічому футбольному турнірі Олімпійських ігор 1992 року, Євро-2008 та 2012 і ЧС-2010, а також численні трофеї в молодіжних змаганнях.
Також працював у міжнародних футбольних організаціях і був Віце-президентом УЄФА (1992) і ФІФА (2002) та головою суддівського комітету Союзу європейських футбольних асоціацій. Був ініціатором спільної заявки Іспанії та Португалії на проведення чемпіонату світу 2018 року.
Після скандальної відставки Мішеля Платіні з поста президента УЄФА в жовтні 2015 року Вільяр став в. о. керівника організації. 2 вересня ФІФА затвердила список з трьох кандидатів на вакантну посаду. Серед них був і Анхель Марія Вільяр. Вибори були призначені на 14 вересня 2016 року. Передвиборна програма Вільяра не припускала кардинальних змін. Вона була націлена на зміцнення засад європейського футболу і повернення лідерства, яке інститути, такі як ФІФА, втратили через фінансові скандаліи. Вільяр хотів для УЄФА незалежності від рішень політиків, забезпечення прозорості фінансових операцій, включаючи зарплати президента і керівництва. Вертикаль прийняття рішень мала виглядати наступним чином: УЄФА, національні асоціації, ліги і клуби. Ця схема на його думку мала забезпечити повну прозорість. У виборах 14 вересня участі не брав. Залишив посаду після обрання президентом УЄФА словенця Александера Чеферина.
За розпорядженням судді Сантьяго Педраса в ході поліцейської операції 18 липня 2017 року Анхель Марія Вільяр був заарештований разом з сином Горкою і віце-президентом з економічних питань Королівської іспанської футбольної федерації Хуаном Падроном і поміщений у в'язницю Сото-дель-Реаль за підозрою у скоєнні економічних злочинів. Через дев'ять днів він покинув посади у ФІФА, і в УЄФА. Також він був відсторонений від посади президента Королівської іспанської футбольної федерації

## Титули і досягнення
- Володар Кубка Іспанії (1):

«Атлетік Більбао»: 1972–73